# تایشا فلوکر
تایشا فلوکر (انگلیسی: Tye'sha Fluker؛ زادهٔ ۲۷ دسامبر ۱۹۸۴) بازیکن بسکتبال اهل ایالات متحده آمریکا است.